# Ectropothecium nishimurii
Ectropothecium nishimurii là một loài Rêu trong họ Hypnaceae. Loài này được O'Shea & Ochyra mô tả khoa học đầu tiên năm 2000.